# Necydalis strnadi
Necydalis strnadi là một loài bọ cánh cứng trong họ Cerambycidae.